# Raphael Bob-Waksberg
Raphael Matthew Bob-Waksberg (né le 17 août 1984 à San Mateo) est un écrivain, comédien, producteur et acteur américain, principalement connu pour être le créateur et showrunner de la série animée Netflix BoJack Horseman.

## Biographie
Bob-Waksberg grandit à Palo Alto, en Californie avec ses deux sœurs. De culture juive, sa mère et sa grand-mère dirigent une revue juive et une boutique de cadeaux. Son père aide des Juifs russes à émigrer aux États-unis.
En grandissant, Raphaël est diagnostiqué TDAH. Ce trouble rend ses études compliquées et ses résultats scolaires sont faibles. C'est en participant à des productions théâtrales que sa carrière se dessine : il  y fait la rencontre de l’illustratrice Lisa Hanawalt. Ses créations lui inspireront BoJack Horseman et Lisa devint illustratrice et dessinatrice en chef,, ainsi que productrice de la série.
Il poursuit ses études à Bard collège, université d'arts libéraux.

## Carrière
En 2014 parait sur Netflix la première saison de Bojack Horseman. En plus d'y être producteur, avec Lisa Hanawalt, et showrunner, il y interprète des personnages secondaires. La série comporte six saisons.
En 2018, Lisa Hanawalt est showrunneuse de la série Tuca and Bertie, sur Netflix. Avec elle, Raphael Bob-Waksberg y est producteur exécutif. La série est annulée par la plateforme après la première saison.
Il est script doctor dans La Grande Aventure Lego 2, sorti en 2019.
En mars 2018, il est annoncé que Bob-Waksberg a signé avec Amazon un contrat pour une nouvelle série, Undone, une comédie dramatique coécrite avec Kate Purdy (Bojack Horseman, Cougar Town, The McCarthys). Elle raconte l’histoire de Alma, une femme qui survit  à un accident de voiture violent, et souhaite en savoir plus sur la mort de son père. La série est visible sur la plateforme depuis le 13 septembre 2019.

## Œuvres littéraires

### Recueil de nouvelles
- (en) Someone Who Will Love You in All Your Damaged Glory, 2019